# Primož Lavrenčič
Primož Lavrenčič, slovenski rimskokatoliški duhovnik, pridigar, misijonar in pisatelj, * 3. junij 1703, Vrhpolje, Vipava, † 10. avgust 1758, Maribor.

## Življenje in delo
Bogoslovje je študiral v Gradcu, kjer je bil 10. junija 1732 tudi posvečen v mašnika, 27. oktobra 1735 pa je postal jezuit. Službo pridigarja in misijonarja je od leta 1750 do 1758 opravljal v Trstu, Celovcu in Mariboru. Literarno je začel delovati že v Gradcu, kjer je 1728 v latinščini izdal Mensis chronologicus, 1732 pa za dosego bakalavreata (bakalavreat je bila prva, najnižja stopnja akademske izobrazbe) skupno z Antonom Francem Obrezo iz Cerknice in Matijo Prešernom iz Radovljice Epitome Chronologica Scriptorum Ecclesiasticorum a Moyse usque ad an. 1000. Leta 1752 je zaradi praktičnih potreb pri svojem misijonarskem in pridigarskem delu med Slovenci izdal cerkveno pesmarico Missionske catholish karshanske pejssme. Njegove pesmi so ljubljanski in celovški jezuitje v Parhamerjevem katekizmu ponatiskovali nad dvajset let, drugače pa v slovenski cerkveni pesmi niso pustile večjih sledov.